# Brownington (Missouri)
Brownington è un comune degli Stati Uniti d'America, situato nello Stato del Missouri, nella contea di Henry.